# Relations entre l'Algérie et la République arabe sahraouie démocratique
Les relations ente l'Algérie et la RASD se réfère aux relations historiques et actuelles entre la République algérienne démocratique populaire et la République arabe sahraouie démocratique (RASD). L'Algérie est le 3e État du monde à reconnaître la RASD le 6 mars 1976 après Madagascar et le Burundi. Des relations diplomatiques officielles ont été établies peu de temps après. Une ambassade sahraouie a été ouverte à Alger cette année-là, au cours du gouvernement Houari Boumédiène. 
L'Algérie ayant reconnu la République arabe sahraouie démocratique (RASD), proclamée par le Front Polisario, les relations diplomatiques entre l'Algérie et le Maroc avaient été rompues de 1976 à 1988 après que le président Chadli et le roi Hassan II se soit accordé à bâtir l’union du Maghreb arabe tout en laissant la question sahraoui êtres résolu sur les bases du référendum d’autodétermination proposé par l’ONU en 1974,
En 2021 le président algérien Abdelmadjid Tebboune reçoit le président de la RASD, Brahim Ghali et confirme son soutien au Front Polisario.
En février 2022, un Groupe parlementaire d'amitié et de fraternité "Algérie-Sahara occidental" a été installé à l'Assemblée populaire nationale algérienne.

## Analyse
Les raisons de la position algérienne qui accompagne un soutien politique, matériel et militaire au Front Polisario, sont nombreuses et nécessitent une relecture des relations mouvementées entre l’Algérie et le Maroc. Celles-ci sont toujours influencées par le passif de la guerre des sables opposant les deux États en 1963-1964 en raison de désaccords sur la délimitation de leur frontière, depuis laquelle plusieurs responsables algériens restent persuadés que leurs homologues marocains ne se sont pas résignés à l’idée d’une remise en cause de leur frontière. Le Maroc continue de contester la souveraineté algérienne sur les villes frontalières de Tindouf, Hassi Baida, Béchar et Elknadssa. Ainsi, l'Algérie se sent indirectement menacée par l'expansionnisme marocain sur le Sahara occidental, considérant que cet expansionnisme concerne aussi son propre territoire.
Officieusement, plusieurs analystes considèrent que la rivalité économique et politique entre l'Algérie et le Maroc pour le leadership en Afrique du nord est aussi un facteur d'opposition de l'Algérie pour le contrôle du Maroc sur le Sahara occidental qui est riche en ressources minières. En s’opposant à l’annexion du Sahara occidental par le Maroc et en engageant ce dernier dans une interminable bataille d’influence sur le plan africain et international, l’Algérie, riche de sa rente pétrolière, aurait d’une certaine façon entravé le développement de son voisin. 
Pour autant, cette position officielle algérienne sur l’autodétermination du Sahara occidental n'a jamais fait l'objet d'un vérifiable débat en interne, et plusieurs voix se seraient même exprimées y compris au sein de l'armée pour que l'Algérie cesse d'en faire un sujet de conflit avec son voisin marocain, tandis que de nombreux Algériens adoptent sur ce sujet une attitude plutôt neutre, voire indifférente.